# سوس‌کند
سوس‌کند (به لاتین: Süskənd یا سوسکن Süskən) یک منطقه مسکونی در جمهوری آذربایجان است که در شهرستان قاخ واقع شده است. سوس‌کند ۲۱۱ نفر جمعیت دارد.